# Asama orthohantavirus
Asama orthohantavirus (англ.), ранее Asama virus, — вид вирусов из семейства Hantaviridae порядка Bunyavirales, признанный Международным комитетом по таксономии вирусов (ICTV) в 2017 году. Распространён на территории Японии и является близким родственником Oxbow orthohantavirus, обнаруженным в 2003 году на территории США. Принадлежит группе хантавирусов, переносимых насекомоядными. Назван в честь вулкана Асама, рядом с котором был пойман первый носитель.

## История открытия
Вирус был открыт в апреле 2008 года в лёгочной ткани японского землеройкового крота (Urotrichus talpoides) методом полимеразной цепной реакции с обратной транскрипцией. Схожесть белковой структуры Asama orthohantavirus с другими хантавирусами, переносчиками которых являются как грызуны, так и насекомоядные, позволяет предположить, что этот вид образовался путём изменения генома из-за смены носителя.

## Переносчик
Естественным резервуаром для Asama orthohantavirus является японский землеройковый крот.